# Marc Bernabé
Marc Bernabé (l'Ametlla del Vallès, Vallès Oriental, 24 de juliol de 1976) és un escriptor català, especialista i traductor de manga, anime i cultura japonesa. És traductor del japonès al català i al castellà. Va estudiar un màster de Niponologia a la Universitat d'Estudis Estrangers d'Osaka (on va viure anteriorment). Les seves principals àrees d'interès són la didàctica de la llengua i la cultura japonesa contemporània. És autor de les obres Japonès en vinyetes, Apuntes de Japón, Kanji para recordar i Kana para recordar (aquests dos últims fets amb James W. Heisig i Verònica Calafell).
És un dels fundadors de la pàgina web nipona Nipoweb, conjuntament amb Verònica Calafell. També és fundador i director de l'empresa de traduccions i interpretacions Daruma Serveis Lingüístics, SL.
També amb Calafell, van ser els responsables el 2001 de la traducció del doblatge del Shin-chan, el primer anime traduït directament al català del japonès. També ha traduït els doblatges de pel·lícules com Doraemon, Evangelion: 3.0+1.0, i sèries com KochiKame i Keroro.

## Obres (selecció)

### Culturai llengua japonesa
- Rumbo a Japón (Laertes, 2005)
- Japonès en vinyetes integral (Norma Editorial, 2023)[6]

### Llengua xinesa
- Hanzi para recordar I: Chino Simplificado (Herder Editorial, 2009)[7]
- Hanzi para recordar I: Chino Tradicional (Herder Editorial, 2009)[7]

### Manga
- Estrada, Oriol; Bernabé, Marc. 501 mangas que leer en español (en castellà). 2019.  Norma, 2019. ISBN 978-8467939408.[7][8]